# Robby Ameen
Robby Ameen (* 7. Dezember 1960 in New Haven (Connecticut)) ist ein amerikanischer Schlagzeuger, der vor allem im Latin Jazz als wichtiger Drummer gilt.

## Leben und Wirken
Ameen, der aus einer libanesischen Familie stammt, besuchte bereits als Jugendlicher zahlreiche Jazzclubs im benachbarten New York. Auf der Highschool wurde er von Ed Blackwell unterrichtet; auf dem College unterwies ihn Fred Hinger ihn im klassischen Schlagwerk. Dann studierte er an der Yale University Literaturwissenschaften. Während dieser Zeit war er in der lokalen Jazz- und Salsaszene tätig.
Nach dem Studium zog er Anfang der 1980er Jahre nach New York, wo er seit 1982 mit Eddie Palmieri arbeitete und Mitglied der Bands von Dave Valentin und Dizzy Gillespie wurde, auf dessen Alben New Faces (1984) und Endlessly (1987) er zu hören ist. Seit 1987 holte ihn Kip Hanrahan zu zahlreichen seiner Projekten. Auch ging er mit Hilton Ruiz, Daniel Ponce, Earl Klugh, Scott Cossu, Mongo Santamaría, Steve Swallow (Swallow 1991), Ramsey Lewis, Carly Simon und Conrad Herwig ins Studio. Mit Rubén Blades leitete er Seis del Solar, wobei die Alben Decision und Alternate Roots entstanden. Das Album Todos Vuelven Live, das bei einer Reunion der Band aufgenommen wurde, erhielt 2012 einen Latin Grammy. Gemeinsam mit Horacio „El Negro“ Hernández legte er mehrere Tonträger vor; unter eigenem Namen folgte 2009 das Album Days in the Life.
Auch ging er mit Willie Colón, Paquito D’Rivera, Gato Barbieri und Jack Bruce auf Tour und war mit Ruben Blades 1984 auch im Rockpalast zu sehen. Er begleitete Marc Anthony bei seinem ersten Solokonzert im Madison Square Garden. Weiter war er der Schlagzeuger in Paul Simons Produktion The Capeman. Mit Michael Riessler trat er 1993 bei den Donaueschinger Musiktagen auf (Momentum Mobile) und ist auch auf dessen Produktionen Honig und Asche und Big Circle zu hören.
Mit Lincoln Goines verfasste Ameen das Lehrbuch Funkifying the Clave: Afro Cuban Grooves for Bass and Drums; darauf basierend entstand auch ein Lehrvideo. Auch gab er zahlreiche Workshops. 2024 legte er das Album Live at the Poster Museum vor.

## Lexikalische Einträge
- New Grove Dictionary of Jazz